# Kevin Lambrechts
Kevin Lambrechts is een Belgisch zwemmer.
Bij het zwemmen komt hij uit in de klasse S7, dat is de klasse voor zwemmers met een lichamelijke handicap.
Lambrechts is woonachtig in Groot-Gelmen. In 2008 kwam Lambrechts voor België uit op de Paralympische Zomerspelen op de 100 meter rugslag, 200 wisselslag en de 50 meter vlinderslag.